# Tuy (tỉnh)
Tuy (hay Tui) là một trong 45 tỉnh của Burkina Faso, tọa lạc ở vùng Hauts-Bassins. Tỉnh này có diện tích 5.639 km², dân số 160.249 người (ước tính năm 1997), mật độ dân số là 28,4 người/km². Tỉnh lỵ của tỉnh Tuy là Houndé.
Tuy được chia thành 6 tổng:
- Bekuy
- Bereba
- Founzan
- Hounde
- Koti
- Koumbia